# Подружки нареченої
По́дружки нарече́ної (англ. Bridesmaids) — американський фільм 2011 року, що розповідає про стосунки та пригоди дружок нареченої; сценарій до стрічки написали Крістен Віг і Енні Мумоло, а режисером виступив Пол Фейг.
Фільм вийшов у прокат кінокомпанією «Юніверсал Студіос» (англ. Universal Studios) 13 травня 2011 року. Фільм отримав схвальні відгуки від критиків, був комерційно успішним у прокаті і названий найуспішнішим в історії «жіночим фільмом» з віковим обмеженням до 17 років. Фільм вийшов на DVD і Blu-Ray 20 вересня 2011 року. У перші вихідні фільм зібрав 26 мільйонів доларів, кінцевий підсумок — понад 288 мільйонів доларів у всьому світі, і перевершив «Трошки вагітна», ставши найпродуктивнішим продуктом «Апатоу» (англ. Apatow) на сьогодні.
Він був номінований на дві премії «Золотий глобус»: в категоріях «За найкращу жіночу роль — комедія або мюзикл» (Крістен Віг) і «За найкращий фільм — комедія або мюзикл», дві премії «БАФТА»: в категоріях «За найкращу жіночу роль другого плану» (Мелісса Маккарті) та «За найкращий адаптований сценарій», двічі на «Оскар»: «За найкращу жіночу роль другого плану» (Мелісса Маккарті) та «За найкращий оригінальний сценарій».

## Сюжет
Давня найліпша подруга Енні із самого дитинства запрошує її стати старшою дружкою на весіллі. Енні, якій катастрофічно не щастить в особистому житті та бізнесі, хоче, аби хоча б весілля її подруги Ліліан було найкращим.
Але проблеми починаються уже під час планування дівич-вечора: в бажанні перевершити одна одну зходяться у протистоянні стара подруга нареченої Енні та нова — шикарна, красива і багата Гелен, дружина боса майбутнього чоловіка Ліліан.

## У ролях
| Персонаж                             | Виконавець           |
| ------------------------------------ | -------------------- |
| Енні Волкер, старша дружка нареченої | Крістен Віг          |
| Ліліан Донован, наречена             | Майя Рудольф         |
| Гелен Гарріс ІІІ, дружина босса      | Роуз Бірн            |
| Меґан Прайс, сестра нареченого       | Меліса Маккарті      |
| Ріта, сестра Ліліан                  | Венді Маклендон-Кові |
| Бекка, співробітниця Ліліан          | Еллі Кемпер          |
| Натан Родос, офіцер поліції          | Кріс О'Дауд          |
| Джуді Волкер, мати Енні              | Джилл Клейберг       |
| Тед, коханець Енні                   | Джон Гемм            |
| Брінн, сусідка Енні                  | Ребел Вілсон         |
| Ґіл, брат Брінн                      | Метт Лукас           |
| Джон, сусід Меґан у літаку           | Бен Фальконе         |
| Дуглас Прайс, наречений              | Тім Гайдекер         |
| Родні, спортивний інструктор         | Террі Крюс           |

Українською для показу на телеканалі «Україна» ролі озвучили: Ніна Касторф, Юлія Перенчук, Катерина Буцька і Ярослав Чорненький.

## Критика
Критики добре відгукнулися про фільм. На сайті Rotten Tomatoes 90 % критиків дали фільму позитивні відгуки на основі 205 відгуків, із середнім балом 7.4 / 10. На Metacritic фільм також отримав багаточ схвальних відгуків із рахунком 75 балів з 100.
Фільм був номінований у п'яти категоріях на «Нагороди вибору тінейджерів» компанії «Фокс» (англ. Teen Choice Awards).
Картина перевершила очікування прокатників, зібравши в перший уїк-енд понад $26 млн. На початок листопада 2011 фільм зібрав понад $287 млн у прокаті, що свідчить про загальний успіх фільму.